# Zamarada varii
Zamarada varii là một loài bướm đêm trong họ Geometridae.